# Incurvatus in se
(Homo) incurvatus in se (lat.; dt.: „der auf sich selbst verkrümmte Mensch“) ist eine prominente Formel der christlichen Theologie. Sie kennzeichnet die Selbstbezogenheit des Menschen anstelle von Gott- und Nächstenbezogenheit (Proexistenz bzw. Liebe) als das Wesen der Sünde.
Die Formel geht ursprünglich auf Augustinus zurück, der den „homo curvatus“ als das von Gott abgewandte menschliche Wesen beschrieb, das  sich stattdessen den irdischen Dingen zuwendet. Der „Abwendung von Gott (aversio a Deo)“ entspreche die „Hinwendung zu den Geschöpfen (conversio ad creaturam)“. 
Thomas von Aquin griff diese Bestimmung der Sündhaftigkeit auf, um die Orientierung an der göttlichen Ordnung derjenigen an der Unordnung der weltlichen Dinge gegenüberzustellen.
Eine bedeutende Rolle spielt der Begriff in Martin Luthers Auffassung von der Sünde und der Sola-fide-Lehre. Luther sieht den sündigen Menschen als in sich gekrümmtes Wesen („homo incurvatus“), das sich der göttlichen Gnade verschließt, auf die es doch angewiesen sei:

„Unsere Natur ist durch die Schuld der ersten Sünde so tief auf sich selbst hin verkrümmt (lat.: tam profunda est in seipsam incurva), daß sie nicht nur die besten Gaben Gottes an sich reißt und genießt, ja auch Gott selbst dazu gebraucht, jene Gaben zu erlangen, sondern das auch nicht einmal merkt, daß sie gottwidrig, verkrümmt und verkehrt alles […] nur um ihrer selbst willen sucht.“

## Islamische Theologie
Die islamische Theologie kennt keine genau entsprechende Begrifflichkeit und geht von einer im Grundsatz positiveren Grundbestimmung der Natur des Menschen aus. Der Koran wendet sich gegen das ausschließliche Anhängen an die eigenen Begierden und Neigungen (hawā, هوى) anstatt an Gott (Sure 45:23). Das „zum Bösen anstachelnde Selbst“ (an-nafs al-ammāra bi-s-sūʾ, النفس الأمارة بالسوء) wird in Sure 12:53 thematisiert. In der islamischen Theologiegeschichte beschreibt beispielsweise al-Ġazālī (gest. 1111) das Befangensein in Selbstgefälligkeit (ʿuǧb, عجب) und Hochmut (kibr, كبر) als fundamentale spirituelle Defekte, die den Menschen von Gott abwenden. Anders als in Teilen der christlichen Tradition werden diese jedoch weniger als wesentliche Verderbtheit, sondern als überwindbare Entwicklungsstufen verstanden.